# 雲彰隆起
23°53′28.6″N 119°58′59.4″E / 23.891278°N 119.983167°E
雲彰隆起，臺灣海底地形之一，位於濁水溪出海口，是出現在雲林、彰化外海一帶的隆起高地，水深平均約30公尺至40公尺之間。學術界一般認為雲彰隆起是典型的潮流砂脊，因此又稱彰雲砂脊，在李知苡、張嫚珊、廖宏儒等人的研究報告中，則寫做彰雲沙脊。

## 位置
雲彰隆起是位於臺灣海峽東緣的砂脊，北連觀音凹陷，西北接烏坵凹陷，南鄰澎湖水道，東臨臺灣島之雲林、彰化一帶海岸。其砂脊是呈南北走向，由三個砂體所組成：東彰雲砂脊為65公里長，13公里寬；其西側是為砂質淺灘，有53公里長，22公里寬；在西北方則屬砂蓆，有60公里長，40公里寬。東彰雲砂脊、砂蓆的長軸方向是與臺灣西海岸大致呈平行發展，這是受到潮流常年北流之故；然而在西側的砂質淺灘，則是與臺灣西海岸呈垂直方向，其發展方向是與潮流之北流方向呈斜交。

## 成因
根據沉積學的研究，沖刷水道與堆積砂脊的配對出現是廣泛分佈在以潮流為主的大陸棚上。澎湖水道是南中國海的水體與沉積物輸往臺灣海峽的主要管道，藉由黑潮支流常年向北帶入之下，其侵蝕與搬運之營力逐漸向北遞減，使得澎湖水道的寬度不僅逐漸縮減，也在北方堆積出細粒砂質組成之砂脊，並且砂粒大小由東的粗砂堆積，向西逐漸只剩細砂或極細砂質體堆積。其砂脊並朝向西北延伸，終與烏坵凹陷相接；烏坵凹陷的走向也與砂脊平行，並於東南側形成隆起高地，位置恰為澎湖群島的北方，是為「澎北隆起」。
黃國榕在2003年發表的研究報告中，則是藉由多頻道震測剖面的顯示，雲彰隆起上表層沉積物的沉積作用不受到早期基盤高區構造的影響，並且根據地質年代對比的結果，藉此推論出雲彰隆起可能是全新世海水面上升以來，由現代沉積物所堆積而成，並不是由隆起構造所形成，所以只能算是在臺灣海峽相對地形的高地。雲彰隆起的沉積物是全新世海水面上升以來的水力作用，常年帶來砂質沉積物所堆積出砂席或砂脊，所以對於「雲彰隆起」這種相對地形的高地，黃國榕認為應更名為「雲彰砂席」或「雲彰砂脊」較能符合地形。

## 潮流
臺灣海峽在南北之間有著觀音凹陷、澎湖水道，居於中間的雲彰隆起與澎北隆起都為臺灣海峽區隔出二個海槽，形成地形上一種天然界線。冬季時，受到雲彰隆起的地形阻隔，加上東北季風的驅使中國沿岸流南下，使得黑潮支流的表層水無法越過雲彰隆起，深海水僅能沿著地形繞過，兩者間在此形成南北抗衡的潮流力量徘徊，直到進入夏季，黑潮支流的表層水已具有強勁的潮流力越過雲彰隆起北上，但深海水仍然受到雲彰隆起的地形阻隔，潮流的北上方向僅能沿著地形繞過。
海洋學家詹森在多年的研究中發現，受到雲彰隆起的地形阻隔，使中國沿岸流的低溫冷水團無法入侵，而且被雲彰隆起的地形所轉向，甚至回流向北，使得臺灣海峽在潮流方向與水溫變化有著冬季出現明顯的南北差異。但是中國沿岸流遭逢寒流勢力，將會使冷水團南下入侵，便會使得臺灣海峽中北部魚群難以承受低溫而大量死亡，若寒流持續多日不退，那麼冷水團將會越過雲彰隆起，南下深入澎湖附近海域盤據，就如同2008年農曆新年發生寒害，受一星期的寒流籠罩所造成13℃水溫，加上魚群難忍饑餓而橫屍遍海。
2012年，廖建明等人在研討會中發表，對於漂沙傳輸現象利用臺灣的海流實測數據，透過模擬洋流與潮流的綜合驗證，從海洋數值模式（POM）可知臺灣西側海域漂沙濃度最為明顯，而且四季之中都是臺中至嘉義一帶外海維持在濃度最高，尤其以彰化外海呈三角狀分布是清晰可見，但缺乏更多準確數據進行模擬，無法證實這種現象是受到洋流與潮流的雙重作用所造成，或是受雲彰隆起的影響漂沙的沉積量多寡。

## 生態
臺灣西海岸是中華白海豚的出沒海域，在苗栗至臺南間沿海皆為牠們的南北過境廊道，經由生態學家周蓮香的調查，從龍鳳漁港到將軍漁港之離岸3公里水域有二處熱區：一在苗栗南段到北彰化之外海，二在雲林、嘉義外海。由於中華白海豚在全球的數量銳減之下，活躍在臺灣的族群也因此跟著面臨了威脅，僅存不到100隻，被國際自然保育聯盟列為「瀕危物種」。
由於中華白海豚的過境，沿岸會經過不少河川、漁港，加上有六輕工業區、臺中火力發電廠的設置，這些都會帶來汙染與漁撈的威脅，進而造成食物來源變少、棲地逐漸消失，種種因素都衝擊中華白海豚的生存。為此，保育團體曾反對國光石化的開發，並對於中科四期將污水排放到濁水溪口外海，以海水流動會稀釋之說法感到質疑，因為彰化外海的海底有雲彰隆起橫亙於臺灣海峽中央，南北間海流會因此受到阻擋，所以相反地說，污染物只會原地停滯，不會有稀釋之效。
雲彰隆起在地理位置上是位居雲林、彰化的外海，恰好為中華白海豚的過境路線上，農業委員會已在2014年4月劃定保護區，從苗栗至嘉義沿岸外海三浬設立中華白海豚野生動物重要棲息環境，實施後可依《野生動物保育法》列入治理。